# Phaegoptera flavostrigata
Phaegoptera flavostrigata là một loài bướm đêm thuộc phân họ Arctiinae, họ Erebidae.